# Pahalgam
Pahalgam ist eine Kleinstadt (Municipal Committee) mit etwa 9500 und der Hauptort eines Sub-Distrikts (tehsil) mit etwa 12.000 Einwohnern im Distrikt Anantnag im indischen Unionsterritorium Jammu und Kaschmir.
Zum Gemeindegebiet gehören mehrere kleinere Dörfer und auch das Aru-Tal und das Betaab-Tal. Der Ort ist bekannt als Ausgangspunkt für die sommerliche Pilgertour zur 3882 m hoch gelegenen Amarnath-Höhle. Auch die Landschaftsszenen vieler Bollywood-Filme werden häufig hier gedreht.

## Lage
Pahalgam liegt am Flüsschen Lidder etwa 40 km (Fahrtstrecke) nördlich der Distriktshauptstadt Anantnag bzw. etwa 87 km östlich von Srinagar in einer Höhe von ca. 2200 m bis 2650 m.

## Klima
Das Klima ist gemäßigt-kalt. Wärmster Monat ist Juli mit 21,8 °C, während im Januar die Temperatur bei −3,3 °C liegt. Im März fällt der meiste Niederschlag im Jahr. Die durchschnittliche Jahresniederschlagsmenge beträgt 1036 mm.
|                       | Jan  | Feb  | Mär  | Apr  | Mai  | Jun  | Jul  | Aug  | Sep  | Okt  | Nov  | Dez  |   |      |
| Mittl. Tagesmax. (°C) | 0,0  | 2,6  | 7,8  | 14,9 | 21,3 | 25,4 | 27,1 | 26,5 | 24,1 | 18,8 | 11,9 | 4,7  | ⌀ | 15,5 |
| Mittl. Tagesmin. (°C) | −6,6 | −5,4 | −0,2 | 5,5  | 9,9  | 13,2 | 16,5 | 16,1 | 11,8 | 5,7  | 0,0  | −3,9 | ⌀ | 5,3  |
|                       |      |      |      |      |      |      |      |      |      |      |      |      |   |      |
| Niederschlag (mm)     | 118  | 116  | 161  | 139  | 119  | 58   | 54   | 50   | 95   | 43   | 29   | 54   | Σ | 1036 |

| −6,6 |

| −5,4 |

| −0,2 |

| 5,5 |

| 9,9 |

| 13,2 |

| 16,5 |

| 16,1 |

| 11,8 |

| 5,7 |

| 0,0 |

| −3,9 |

| −6,6 |

| −5,4 |

| −0,2 |

| 5,5 |

| 9,9 |

| 13,2 |

| 16,5 |

| 16,1 |

| 11,8 |

| 5,7 |

| 0,0 |

| −3,9 |

## Bevölkerung und Wirtschaft
Die heute aus verschiedenen Ethnien zusammengewürfelte Bevölkerung lebte jahrhundertelang von ein wenig Ackerbau und Viehzucht. Im 20. Jahrhundert haben sich der bereits seit langer Zeit existierende Pilgertourismus und der neu hinzugekommene Trekking- und Wandertourismus zu wichtigen Einnahmequellen entwickelt.

## Geschichte
Wie der kleine Mamleshwar-Tempel beweist, existierte eine Siedlung im Tal des Flusses Lidder wahrscheinlich schon seit anderthalb Jahrtausenden. Auch die Pilgerfahrt zur Amarnath-Höhle hat eine lange Tradition. Bedeutung gewann Pahalgam während der britischen Kolonialzeit, als die British Army hier eine ihrer Hill Stations einrichtete.

## Sehenswürdigkeiten

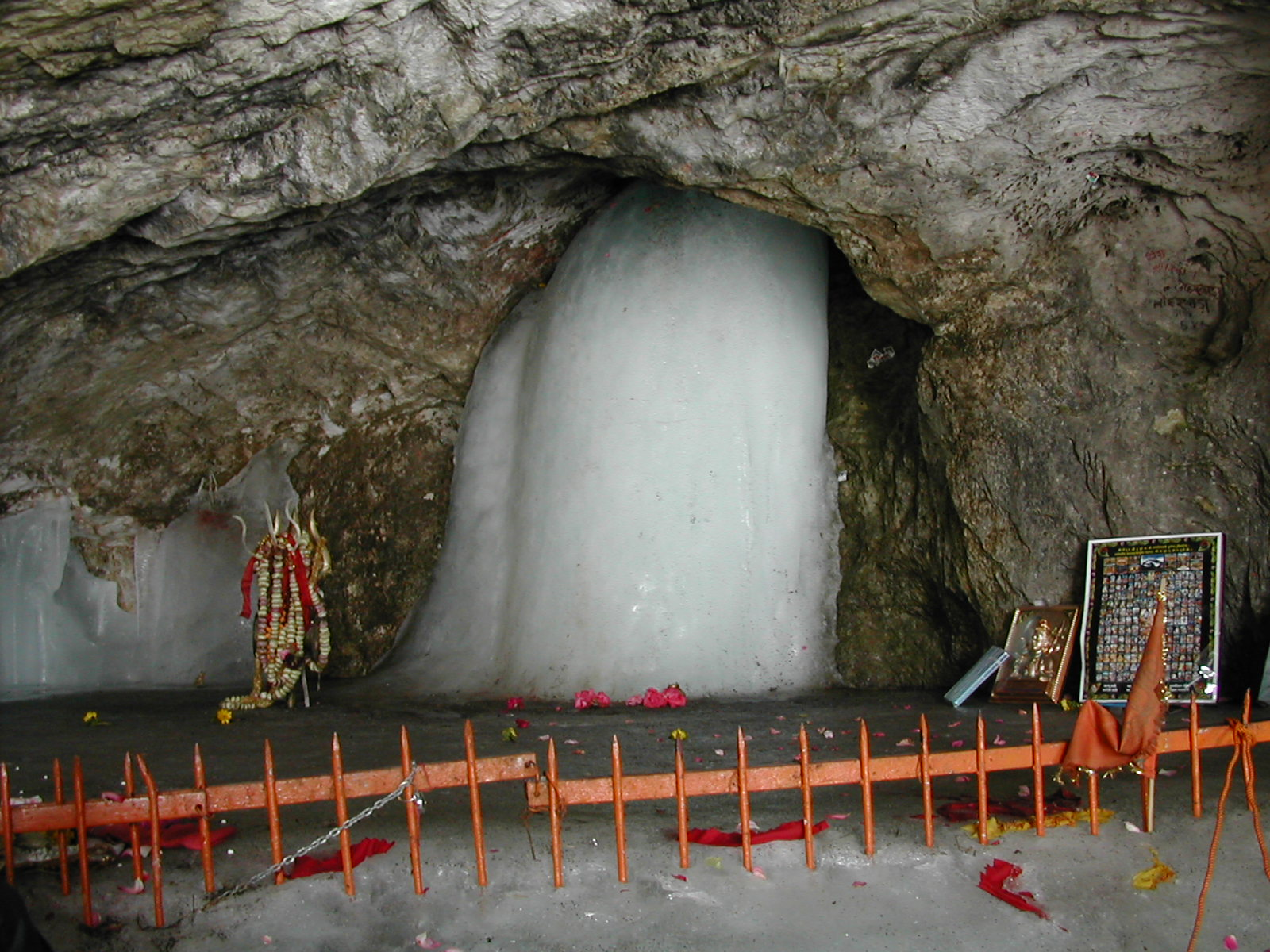
Eissäule (Linga) in der Amarnath-Höhle

- Abgesehen von seiner Umgebung bietet der in den letzten Jahrzehnten weitgehend neuerbaute Ort keine nennenswerten Attraktionen.

Umgebung
- Der kleine, zumeist in die Zeit um 400 n. Chr. datierte Steintempel im etwa anderthalb Kilometer südwestlich gelegenen Dörfchen Mamal gilt als einer der ältesten ganz Indiens.
- Das zum Gemeindegebiet gehörende, etwa 12 km nördlich gelegene und bewaldete Aru-Tal gehört zu den beliebtesten Ausflugszielen in der Umgebung. Hier finden sich Himalaya-Zedern, Tränen-Kiefern, Pindrow-Tannen ebenso wie die Indische Rosskastanie. Unter den Büschen sind Indigofera- (Indigofera heterantha), Viburnum- und Sorbaria-Arten hervorzuheben.
- Eine meist mehrtägige Bergwanderung zum 35 km entfernten Kolahoi-Gletscher verlangt hingegen schon eine deutlich bessere Kondition.
- Ein Besuch der beiden ca. 3800 m hoch gelegenen Bergseen Tarsar und Marsar Lake erfordert ebenfalls 2 bis 3 Tage.
- In den Sommermonaten Juli und August bildet sich in der etwa 30 km entfernten und etwa 3900 m hoch gelegenen Amarnath-Höhle eine Eissäule, die von gläubigen Hindus als Shiva-Lingam angesehen und verehrt wird.
- Von großer kulturhistorischer Bedeutung sind die Ruinen des Sonnentempels von Martand bei Anantnag.
- Die Ruinenstätte von Awantipora befindet sich etwa 30 km südöstlich von Srinagar.